# Die Marquise von Pompadour
Die Marquise vom Pompadour ist ein 1930 entstandener, deutscher Ausstattungs- und Historienfilm von Willi Wolff. Die Titelrolle übernahm Anny Ahlers, ihr königlicher Liebhaber wurde von Kurt Gerron verkörpert.

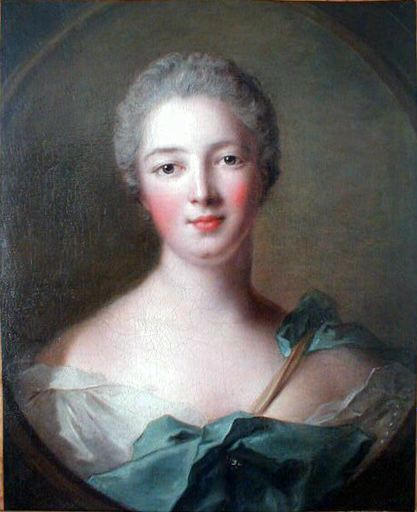
Die historische Madame Pompadour, hier als Gemälde von Jean-Marc Nattier

## Handlung
Frankreich zur Zeit König Ludwig XV., Mitte des 18. Jahrhunderts. Die Marquise von Pompadour ist eine kunstsinnige, geistreiche und sehr ehrgeizige Frau. Und am wichtigsten: sie ist die Geliebte des absolutistischsten Herrschers des Landes. Diese neue Macht hat sie zu einer gefährlichen und bei einigen ihrer Widersacher wie dem Dauphin und dem Staatsminister Maurepas verhassten Person werden lassen. Eines Tages wird der junge Adelige Gaston de Méville wegen eines Spottliedes verhaftet und im Eilverfahren zum Tode verurteilt. Die Pompadour wünscht den Delinquenten zu sehen … und verliebt sich sogleich in den eloquenten Spötter. Um ihn vor dem Schafott zu retten, lässt die Pompadour Gaston mit Hilfe ihrer Gesellschafterin, Madame l’Estrade, in derjenigen Kadettenschule verstecken, in der die Gesellschafterin auch schon den aufschneiderischen Marcel de Clermont, den Neffen ihrer Jugendliebe, untergebracht hat. Dort, in Saint-Cyr, beginnt Gaston umzudenken und entwickelt allmählich Gefühle für seine Retterin. Da er sich jedoch seinen männlichen Stolz bewahren will, meldet er sich nicht bei der Pompadour, die eines Tages derart von Sehnsucht nach ihrem jugendlichen Liebhaber erfüllt wird, sodass sie nach Saint-Cyr reist, um Gaston wieder zu sehen. Die Marquise erdreistet sich sogar, ihren Liebhaber an den Hof von Versailles mitzunehmen, ohne dass dort jemand von seiner Existenz weiß. Gemeinsam proben sie unter den Augen des dicken Königs eine Liebesszene zu einem Stück, das demnächst im Schlosspark im Rahmen eines Festes aufgeführt werden soll.
Kadett Marcel hat sich mal wieder in Schwierigkeiten gebracht, denn gegenüber einem Kameraden hatte er behauptet, der geheime Liebhaber der Pompadour zu sein. Um nicht als Prahlhans und Lügner dazustehen, muss er nunmehr den Beweis antreten und steigt daher nächtens heimlich in die Kemenate der Marquise ein. Prompt wird er von der Bewohnerin überrascht und stammelt Worte der Erklärung für seine blöde Tat heraus. In einem Versteck bekommt Gaston dies mit und missversteht diese Worte als Untreuebekenntnis seiner Liebsten. Daraufhin kehrt Gaston enttäuscht in sein Versteck, die Kadettenanstalt von Saint-Cyr, zurück. Hier wird er Zeuge einer peinlichen Befragung Marcels, der seine Pompadour-Prahlereien kleinlaut zugibt. Ebenso schnell, wie Gaston den Hof verlassen hatte, eilt er Hals über Kopf nach Versailles zurück, um seine Geliebte um Verzeihung zu bitten. Mittlerweile ist dem König zu Ohren gekommen, dass Madame de Pompadour einen jugendlichen Geliebten habe und der sei ausgerechnet ein wegen Majestätsbeleidigung zum Tode verurteilter Schuft. Maurepas und der Dauphin glauben nun daraufhin, ihre Chance sei gekommen, die Pompadour stürzen zu sehen. Doch sie irren sich. Der König hat eine Idee, die ebenso galant wie genial ist: Um nicht als Gehörnter dazustehen und Gaston lautlos wie andauernd loszuwerden, ernennt er ihn kurzerhand zum Gouverneur einer fernab gelegenen Insel und lässt diesen augenblicklich seine Reise dorthin antreten.

## Produktionsnotizen
Die Marquise von Pompadour entstand, mit Außenaufnahmen im Schloss von Versailles, zwischen dem 3. November und dem 13. Dezember 1930 und wurde am 8. Januar 1931 in Berlins UFA-Theater Kurfürstendamm uraufgeführt. 
Willi Wolff übernahm auch die Produktionsleitung. Robert Neppach gestaltete die Filmbauten. Die musikalische Leitung hatte Alfred Strasser, Fritz Rotter lieferte die Gesangstexte. Bruno Lopinski und Max Paetz waren bei dieser Produktion die Aufnahmeleiter. Jimmy MacArley choreographierte die Tänze, Peter A. Becker entwarf die Kostüme.
Von diesem Film wurde auch eine französische Sprachfassung mit dem Titel Un Caprice de La Pompadour mit französischen Darstellern hergestellt.

## Musik
Folgende Lieder wurden gespielt:
- Erst hattest du mich ausgelacht (Musik: Rudolf Nelson, Text: Fritz Rotter und Willi Wolff)
- Kadettenparade: Augen rechts, vorwärts marsch (Musik: Rudolf Nelson, Text: Fritz Rotter und Willi Wolff)
- Marquise von Pompadour, du liebtest ja nicht einen nur (Musik: Robert Stolz, Text: Fritz Rotter und Willi Wolff)
- Schöne Frau, ich wär’ so stolz, ihr Adjutant zu sein (Musik: Robert Stolz, Text: Fritz Rotter)
- Wir hätten uns vielleicht geliebt (Musik: Eduard Künneke, Text: Fritz Rotter und Willi Wolff)

Die Titel erschienen im Alrobi-Musikverlag (Berlin).

## Kritiken
Wiens Die Stunde meinte in ihrer Besprechung: “Die hier von Regisseur Willy [sic!] Wolff … geschaffene Filmoperette stützt sich zwar nicht auf Leo Falls fast klassisch zu nennende Pompadour-Operette, ist aber nichtsdestoweniger sehr wirkungsvoll. Robert Stolz, Nelson und Künnecke [sic!]  haben eine Anzahl frischer, ins Ohr gehender Melodien beigesteuert und das übrige tut schöne Ausstattung und ausgezeichnete Besetzung.”
Friedrich Porges lobte Ludwig-Darsteller Kurt Gerron als einen vortrefflichen Schauspieler und befand, dass die Pompadour-Interpretin Anny Ahlers „im Tonfilm noch nicht recht daheim“ sei. Weiters heißt es: „Leider vom Regisseur mit der Ambition inszeniert, mehr als eine Operette zu geben. Und darum nicht einheitlich im Stil und nicht lustig genug. Mit Theatereffekten aufgeputzt. Trotz dem mit viel äußerem Prunk bedachter reinlicher Publikumsfilm, der seinen Zweck, Auge und Ohr des Kinobesuchers angenehm zu beschäftigen, erfüllt. Mit mehr Humor ausgestattet, wäre die Tonfilm-Operette ‚Die Marquise von Pompadour‘ sicher noch wirksamer geworden und man hätte obendrein die schiefe Charakterisierung des Königs und seiner Maitresse nicht ernst nehmen müssen.“
Die Österreichische Film-Zeitung ging vor allem auf das prachtenfaltende Dekor ein und urteilte: „Der Glanz und Prunk des Bourbonenhofes sind in stilechten Bildern voll prachtvoller Ausstattung festgehalten, in denen sich, von einer Fülle reizvollster Details umrahmt, das Intrigen- und Liebesspiel mit der schönen Marquise als Mittelpunkt vollzieht. Sowohl die Bilder als auch der Dialog sind von Grazie und charmanten Humor getragen, häufig von einem Schuß anmutiger Pikanterie gewürzt. (…) Es wird durchwegs hervorragendst gespielt.“